# تاشنتین
تاشنتین (به آلمانی: Techentin) یک شهر در آلمان است که در لودویگسلوست-پارشیم واقع شده‌است. تاشنتین ۷۳۲ نفر جمعیت دارد.